# Hegyeshalom
Hegyeshalom (Duits: Straß-Sommerein) is een Hongaars grensstadje dat ongeveer 7 km van de Oostenrijks-Hongaarse grens ligt en ongeveer 9 km van het Oostenrijkse Nickelsdorf. Hegyeshalom ligt op 7 km ten westen van de stad Mosonmagyaróvár. De plaats telt ongeveer 3600 inwoners.

## Grensovergang
Vanaf het Oostenrijkse Nickelsdorf naar de Hongaarse grens rijdt men in een soort niemandsland. Er zijn geen huizen meer en is er alleen de puszta-weidegronden en hier en daar bomen. 
Vóór 1989 stonden aan de grens aan beide zijden van de grensovergang bewaakte wachttorens, met aan beiden zijden horizontaal liggende en grote omvangrijke slagbomen met de Hongaarse driekleur beschilderd, om duidelijk te maken dat men de Hongaarse grens naderde.
De grensovergang was een verkleinde vorm zoals, o.a; voor tolwegen of péage's op de Franse autowegen. Hier werd het autoverkeer gedirigeerd volgens de drukte, naar de ingangen of uitgangen anderzijds.
De gewapende grenswachters controleerden in rij, de wachtende en aanschuivende inzittenden op hun visums en reispaspoorten. Hun machinegeweren droegen ze halvelings verborgen achter hun rug, om niet zozeer de automobilisten te provoceren. Daarna ging men de controle-wachtpostgebouwen voorbij en de kans bestond, om nogmaals gecontroleerd te worden op de bagage. Hier en daar pikten ze een auto uit.
Daarna ging de baan scherp naar links en dan weer scherp naar rechts, om eventuele vluchtauto's af te remmen, waarna men in Hongarije kwam. De grenzen waren duidelijk gemarkeerd met prikkeldraadhekken en, om bijna de kilometer, een wachttoren.
Na de val van het communisme in Oost-Europa in 1989, verdween het merendeel van de grensmarkeringen. Alleen de verlaten wachttorens getuigen nog van toen.

## Galerij

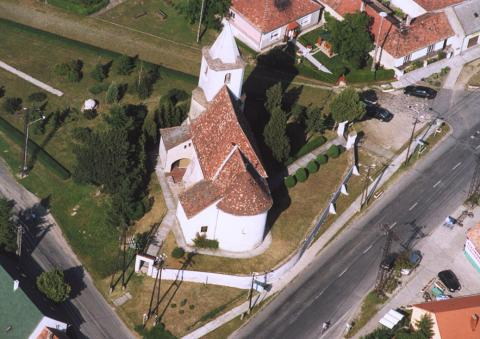
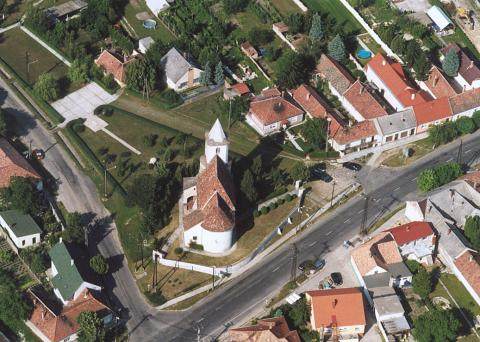
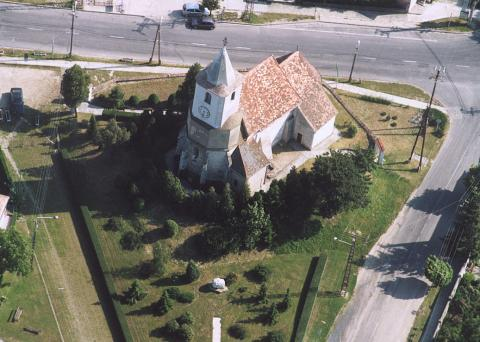